# Oenochroma
Oenochroma là một chi bướm đêm thuộc họ Geometridae.

## Các loài
Loài gồm có:
- Oenochroma subustaria – Walker, 1860
- Oenochroma vetustaria – Walker, 1860
- Oenochroma vinaria – Guenée, 1857